# Орден Црвеног крста (Књажевина Црна Гора)
Орден Црвеног крста било је одликовање Књажевине Црне Горе. 

## Историјат
Године 1875. Црна Гора је приступила женевској конвенцији за заштиту рањеника и ратних заробљеникa, а затим постала чланом Међународног црвеног крста (1876.). Дјелатност Црногорског црвеног крста дошла је до изражаја већ у рату с Турском (1876-1878.). Током балканских ратова (1912 - 1913.) Црвени крст је организовао медицинску и новчану помоћ рањенима и болеснима на опустошеним подручјима. Међународне медицинске екипе, велик број добровољаца из Хрватске, Босне и Херцеговине и Србије и пристигле пољске болнице с лијековима, санитетским прибором и храном значајно су помогли ратом изнемоглој Црној Гори, која није имала довољно кадрова ни материјалних могућности да сама организује хуманитарну помоћ. Пружена помоћ обвезивала је Црну Гору и њезино Друштво Црвеног крста да се одужи свима који су јој у рату несебично стајали на располагању. У недостатку посебних одликовања Друштво Црногорског црвеног крста награђивало је заслужне појединце и екипе постојећим црногорским одликовањима за грађанске заслуге. Убрзо се показало да она нису адекватна специфичним заслугама Црвеног крста, па је у мају 1913. године одлучено да се установи друштвено одликовање. Љето 1913. године протекло је у проучавању понуда и нацрта разних европских произвођача, који су били спремни израдити одликовање. Напокон је прихваћен модел израђен према нацрту Илије Шобајића и Димитрија Беговића, а 23. септембра склопљен је уговор о набавци 1.000 позлаћених крстова од паришке фирме G. Lemaitre, коју је заступао Алекса Мартиновић. Уз крстове наручене су трокутасте траке и траке сложене у машну те кутије с црногорским грбом на поклопцу. Истовремено  је Друштво Српског црвеног крста дало израдити медаљу, чији је изглед одушевио Црногорце. Уз дозволу Београда, црногорски Црвени крст наручио је код истог произвођача по 1500 златних и сребрних медаља. Медаље су израђене и испоручене истовремено са орденима, прије договореног рока, а након тога је Друштво Црногорског црвеног крста наручило у Државној штампарији дипломе и обрасце за вођење спискова одликованих особа. У Правилима Друштва од 6. марта 1914. године регулисани су изглед одликовања, намјена, начин ношења и други детаљи:
"...Друштвени крст састоји се из равнокраког црвеног крста на округлом бијелом пољу, око кога се обавија ловоров вијенац од зеленог емаља; над крстом је златна круна, а по средини крста позлаћени грб Краљевине Црне
Горе на порфири. С друге стране стоји натпис златним словима "ЦРНОГОРСКИ ЦРВЕНИ КРСТ 1912-1913". На друштвеним златним и сребрним медаљама, које су исте величине и једнаке израде, урезана је на једној страни ловорова грана; при врху ње црвени крст; испод крста на траци пантљике с натписом "ЗА УСЛУГЕ ЦРНОГОРСКОМ ЦРВЕНОМ КРСТУ 1912-1913. ": испод овога црногорски грб на порфири. С друге стране је Косовка дјевојка, која напаја Павла Орловића као симбол његовања рањених војника; испод лика стоји година 1389. Све ове награде дају се особама које су било знатним прилозима у новцу или стварима, било личним услугама око вршења друштвених послова и око његовања рањеника и болесника стекле право на личну захвалносл друштва.
Одликовања Црногорскога црвеног крста добијале су заслужне особе оба пола на приједлог управе Друштва Црногорскога црвеног крста, а уз, одобрење његове покровитељице краљице Милене. Одликовања су се носила на лијевој страни груди, на бијелој траци са двије црвене пруге са стране. Мушкарци су добијали одликовања на трокутастој траци, а жене на траци сложеној у машну. Уз свако
одликовање дијелила се и диплома коју је потписивао предсједник Друштва Црногорскога црвеног крста. Друштво је водило попис одликованих, из којег се види да Орден Црногорскога црвеног крста није добио ни један Црногорац.

## Варијанте
Постоји неколико варијаната Ордена Црногорскога црвеног крста. Службену верзију одликовања већ је описана. Осим ње у музејима и приватним колекцијама чувају се и друкчији облици. Постоје различита мишљења око ових варијанти. Неки сматрају да су све варијанте остаци од пробних модела, док други сматрају да постоји пет варијанти које хронолошки разврставају: 
- 1. варијанта: без трака испод круне и грба Црне Горе на лицу, на наличју године 1912 - 1913; Додјељивала се након завршетка Другога балканског рата, људима заслужним у оба рата.
- 2. варијанта: без трака испод круне и грба Црне Горе, с годином 1913. на наличју. Након завршетка Другога балканског рата требало је одликовати још неке заслужне особе, али су сви примјерци ордена 1. варијанте већ били подијељени, или су те особе биле заслужне само у посљедњем рату. Зато су наручени нови с уписаном годином: 1913. Варијанта је додјељивана поткрај 1913. године.
- 3. варијанта: без трака испод круне, али с грбом Црне Горе на лицу; на наличју година 1875. Додјељивана особама заслужним за приступање Црне Горе женевској конвенцији, можда почетком 1914. године.  Приликом додјеле одликовања увијек има пропуста. Можда су се одједном појавиле особе заслужне за Црногорски црвени крст у Првоме балканском рату 1912. које су након завршетка рата грешком изостављени са пописа одликованих. Како им нису приличили ордени с годинама 1913. и 1875., настала је:
- 4. варијанта: са тракама испод круне, грбом Црне Горе на лицу и с годином 1912. на наличју.
- 5. варијанта: са тракама испод круне и грбом Цме Горе на лицу; година 1912- 13.  Разне варијанте истог одликовања, као и други важнији нерегулирани детаљи пословања, натјерали су управу Друштва Црногорскога црвеног крста да у марту 1914. донесе друштвена Правила у којима је дан опис управо израђеног модела (5. варијанте). Све варијанте које се изгледом разликују од прописаног модела вјеројатно су биле у оптицају и не могу се прогласити пробним моделима. Пробни модели не би завршили у другим музејима и приватним колекцијама, него на Цетињу, код произвођача, или би били уништени.[1]